# 파가니 와이라
파기니 와이라(이탈리아어: Pagani Huayra, 이탈리아어 발음: [ˈwaira])는 파가니 오토모빌리에서 2011년부터 2018년까지 생산했던 스포츠카이다. 차명인 와이라는 케추아 (남미 원주민)의 바람의 신인 와이라 타타의 이름에서 유래되었다.

## 사양
AMG에서 쓰이는 6.0L 트윈 터보 차지드 메르세데스-AMG M158 V12의 엔진을 쓰며, 최고속도는 370km/h를 찍으며, 제로백은 마력이 높거나 낮을수록 2초 중반에서 3초까지 찍힌다.

## 변형 차종

### 와이라 로드스터

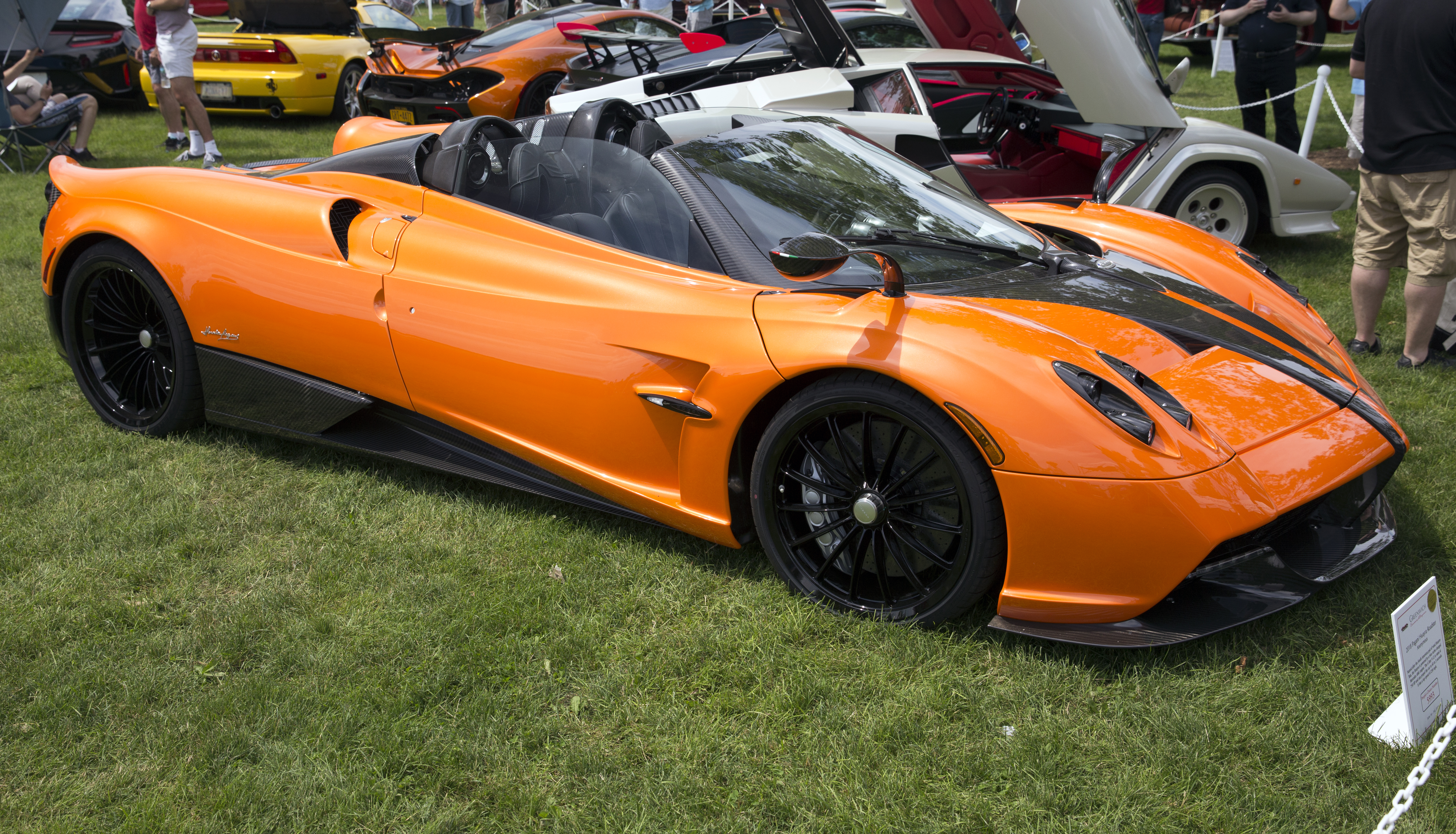
와이라 로드스터

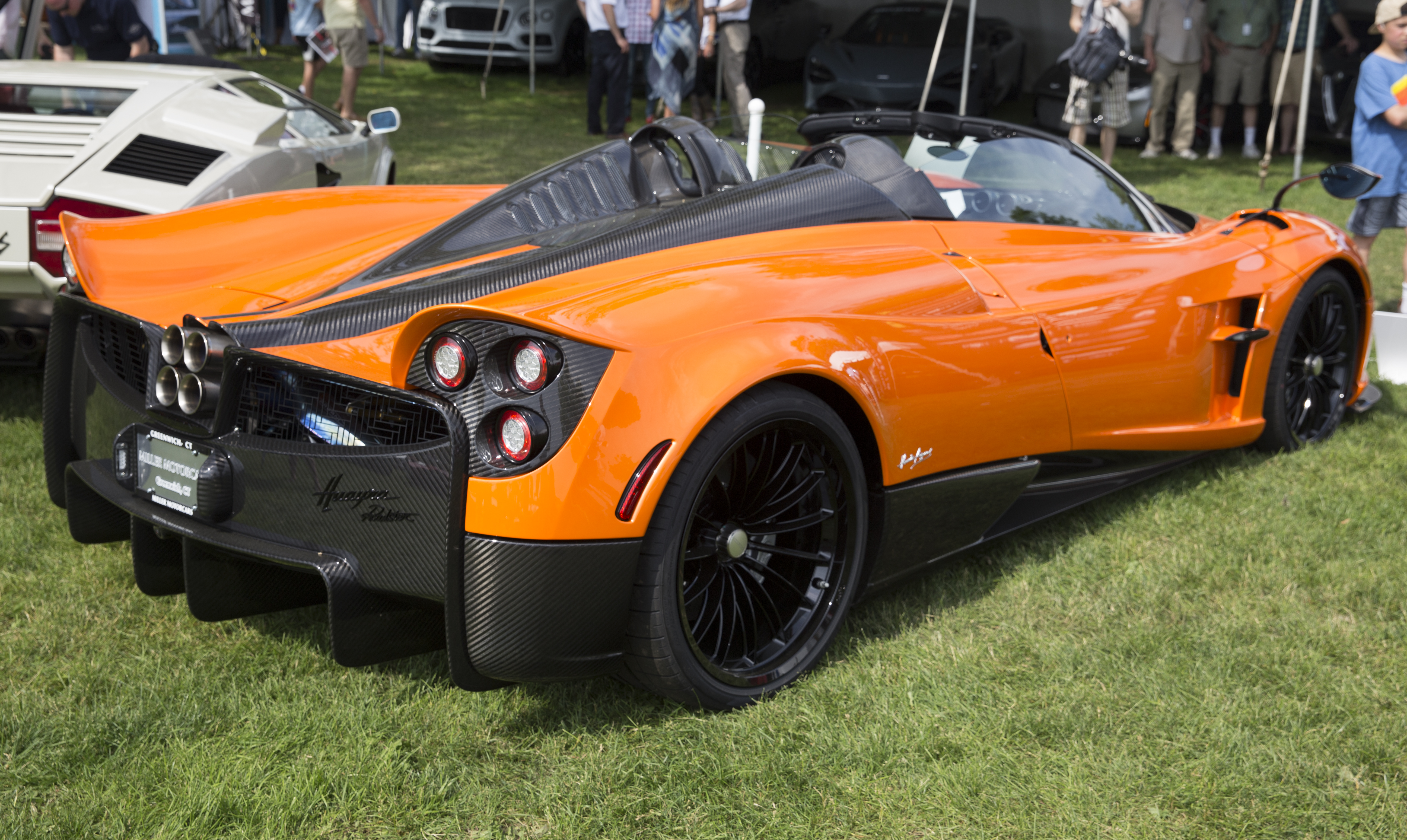

파가니 와이라를 베이스로 제작된 컨버터블 모델이다. 기존 모델보다 34마력 높은 764마력을 낸다.

### 와이라 BC

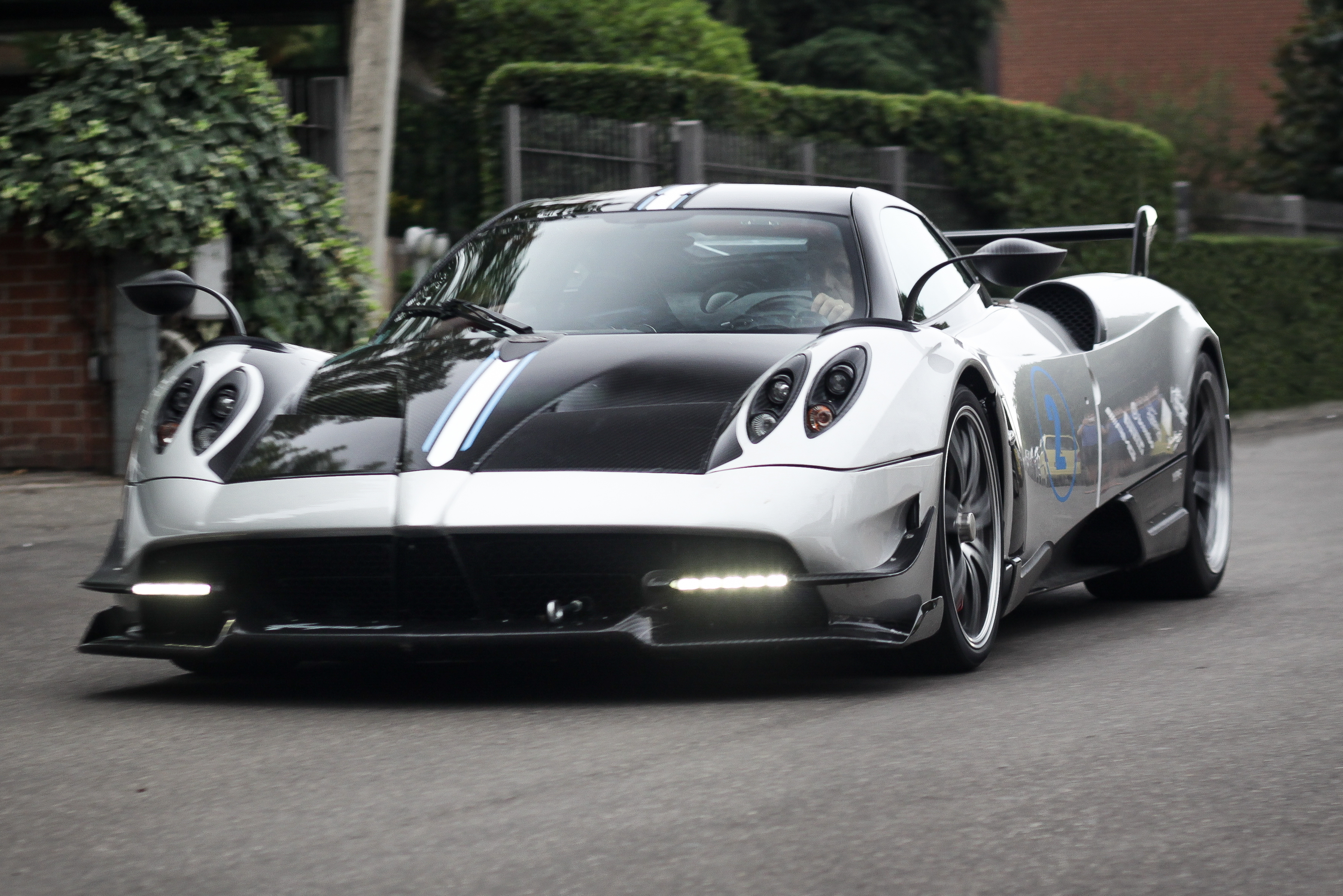
와이라 BC

2016 제네바 모터쇼에서 공개된 차종이다. 트랙 전용에 맞춘 모델이며, 기존 모델보다 24마력 높은 754마력을 낸다. 생산 댓수는 20대이며 현재는 매진되었다.

### 와이라 BC 로드스터
2017년 3월 제네바 모터쇼에서 공개된 차종이다. 와이라 BC를 토대로 제작한 컨버터블이며, 기존 모델보다 70마력 높은 800마력을 내뿜는다.

### 와이라 이몰라

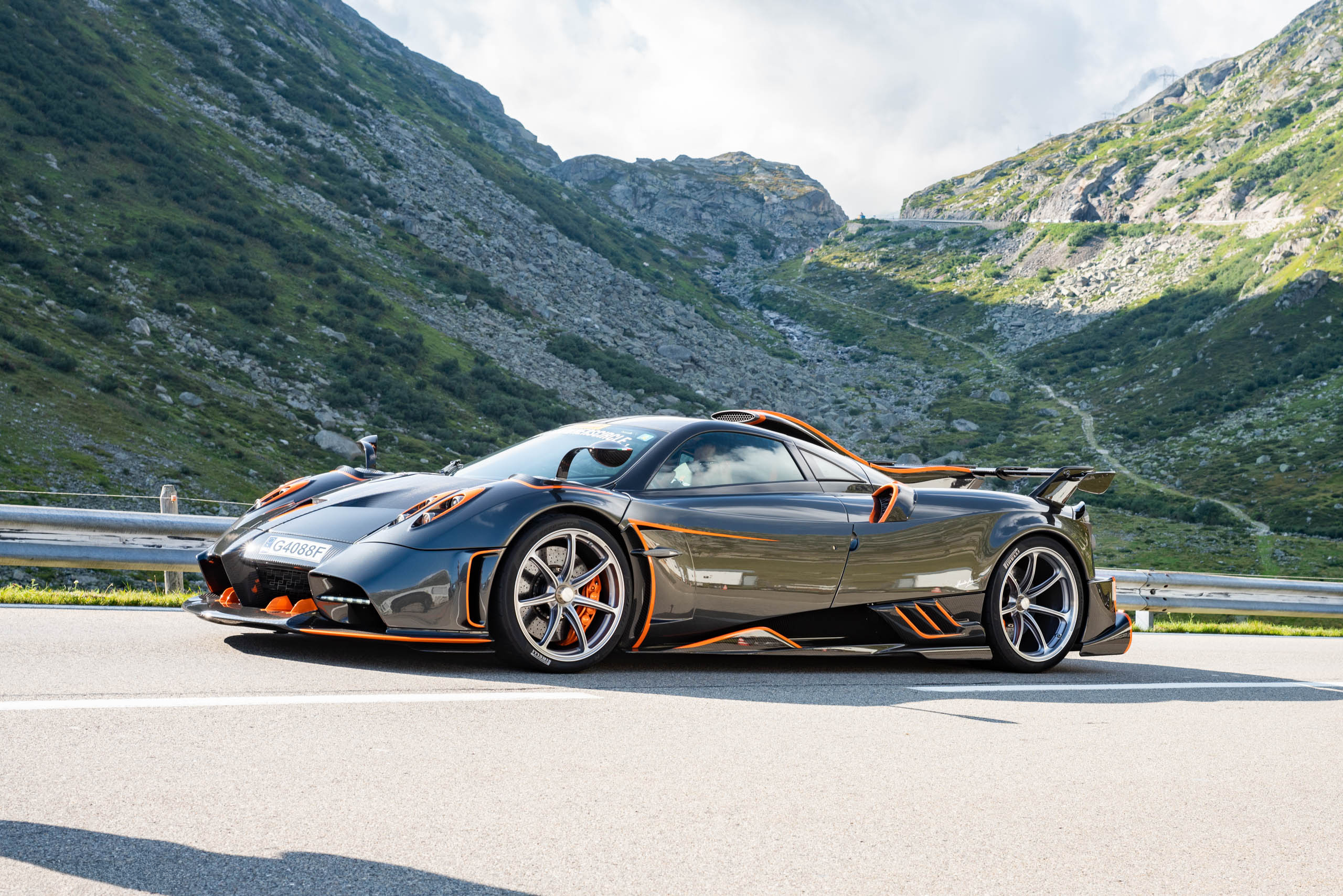
와이라 이몰라

이몰라는 이몰라 서킷(영어: Imola Circuit)의 이름을 따서 명명되었으며 16,000km의 고속 테스트를 거쳤다. 838 PS (827 hp; 616 kW) 및 1,100 N·m (811 lb·ft)로 튜닝된 동일한 메르세데스-AMG V12를 사용하는 와이라의 가장 강력한 로드 변형이다.새로운 탄소 섬유 혼합 및 경량 페인트 적용과 같은 중량 절감 조치로 전비중량은 1,246 kg (2,747 lb)으로 감소했다.외부 변경 사항에는 대형 7섹션 디퓨저, 대형 루프 스쿠프, 상어 지느러미, 더욱 두드러진 사이드 스커트 및 통합 신호등이 있는 넓은 고정 리어 윙이 포함되어 있으며생산 댓수는 총 5대이다.

### 와이라 트리콜로레
이탈리아 곡예비행팀인 프레체 트리콜로리의 60주년을 기념하기 위해 제작되었다.
메르세데스-AMG에서 공급한 트윈 터보 6.0리터 V12 엔진을 사용하여 829마력과 811파운드-피트의 토크를 생산하도록 조정되었으며, 이는 표준 와이라가 생산하는 출력과 토크보다 38bhp 및 37lb ft 더 높다.
로드스터 형태로만 제공되며 BC 로드스터의 차체 대부분을 공유하며 투명한 파란색 래커를 제외하고는 도색되지 않았으며 차량 표면 상단을 따라 코에서 빨간색, 흰색 및 녹색 줄무늬가 있다.
내부에는 이탈리아 국기 줄무늬가 있는 흰색 및 파란색 가죽 시트가 장착되어 있으며 머리 받침대에는 트리콜로레 로고가 자수되어 있다.
생산대수는 3대이며 가격은 각각 5,500,000 유로 (76억원)이다.

### 와이라 R
존다 R의 아들이라고 부르며, 2021년 3월에 온라인으로 공개되었으며, 기존 모델보다 무려 120마력 높은 850마력을 낸다. 이 모델은 6단 시퀀셜 트랜스미션 변속기가 적용되었으며 다양한 경량화 조치를 통해 전비중량을 1,050 kg (2,315 lb) 낮추었다.

### 와이라 코다룬가

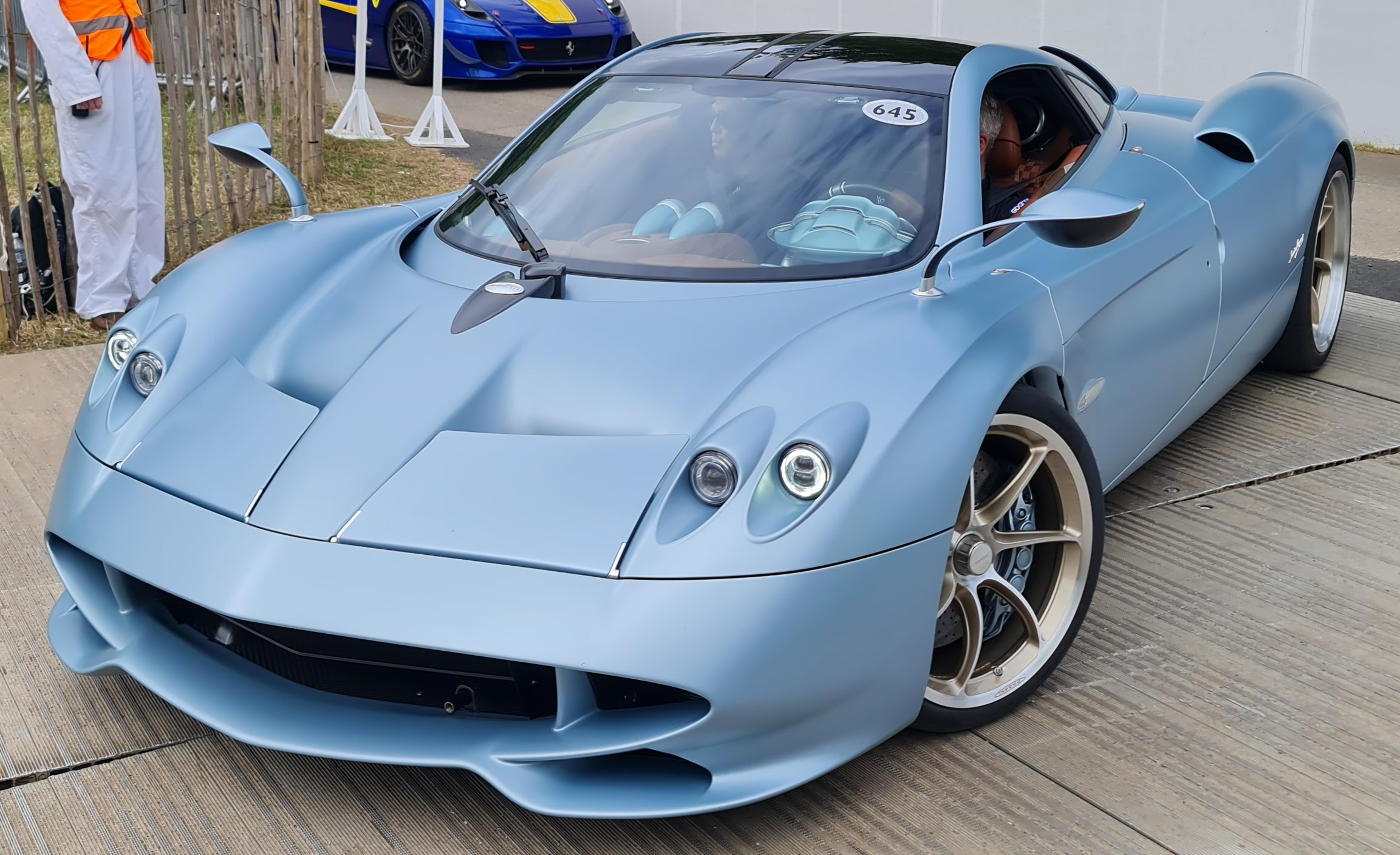
2022년 굿우드 페스티벌 오브 스피드에서 공개된 와이라 코다룬가

2022년 6월 16일에 포르쉐 917 (호라치오가 가장 좋아하는 자동차)과 같은 1960년대 경주용 자동차 라인에 경의를 표하기 위해 와이라의 5대 한정 모델이다.가격은 7백만 유로+세금(약 736만 달러+세금)부터 시작하며 5대가 모두 공개 전에 매진되었다.

## 미디어에서의 등장

### 영화
- 트랜스포머: 사라진 시대

### 비디오 게임
- 그란 투리스모 6 - 와이라
- 포르자 호라이즌 4 - 와이라 BC, 와이라
- 니드 포 스피드[22]
- 아스팔트 7: 히트
- 아스팔트 8: 에어본 - 와이라, 와이라 BC, 와이라 R, 이몰라
- 아스팔트 9: 레전드 - 와이라 BC, 와이라 R, 이몰라
- 포르자 호라이즌5 -와이라 BC, 와이라, 존다 R, 존다 친퀘 로드스터, 와이라 R, 와이라

## 갤러리

Different specifications of Huayra Coupes
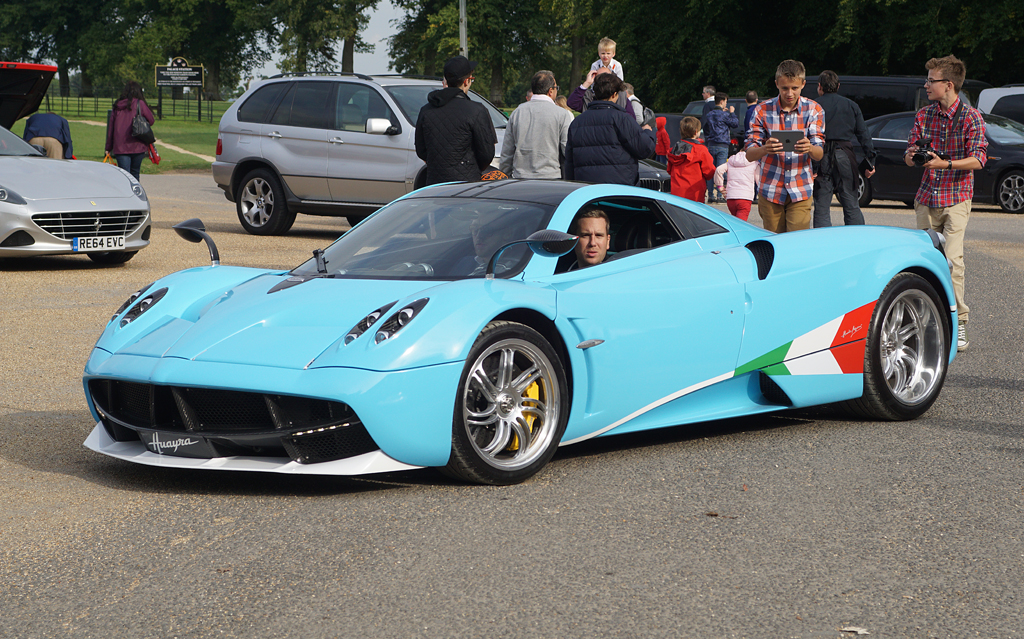
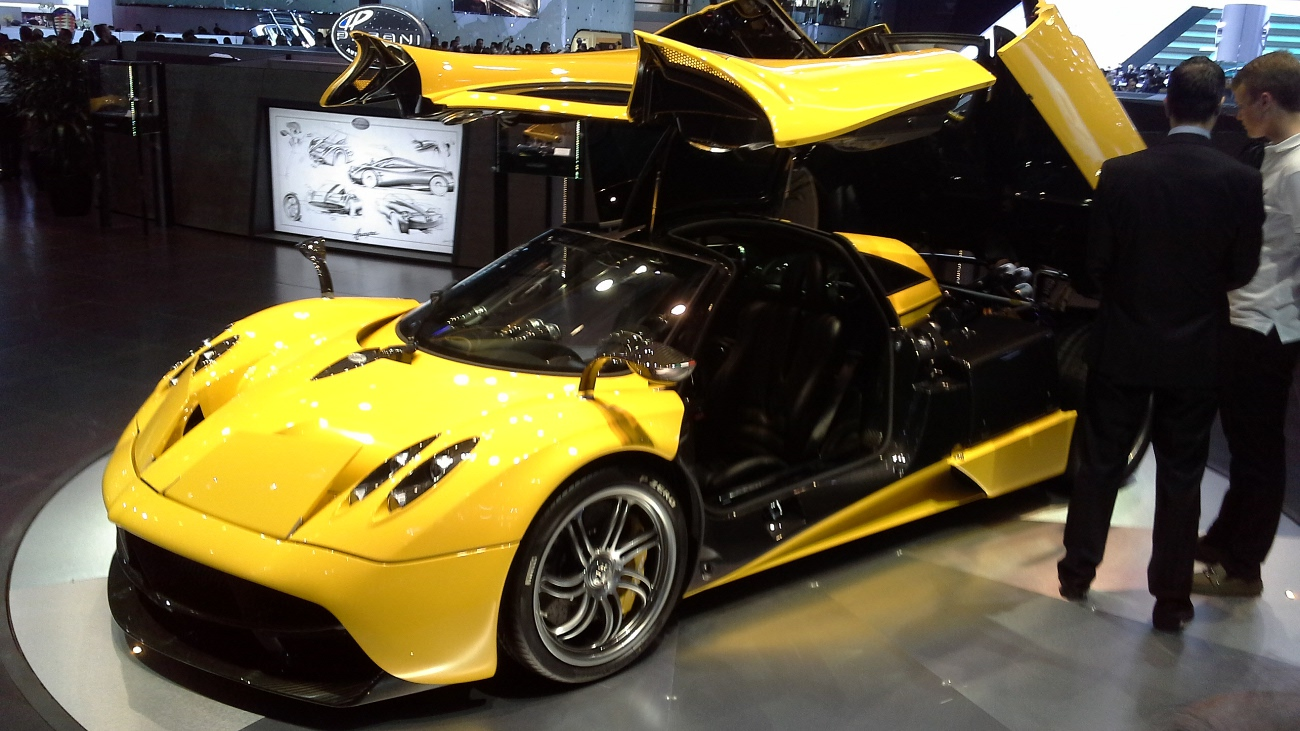
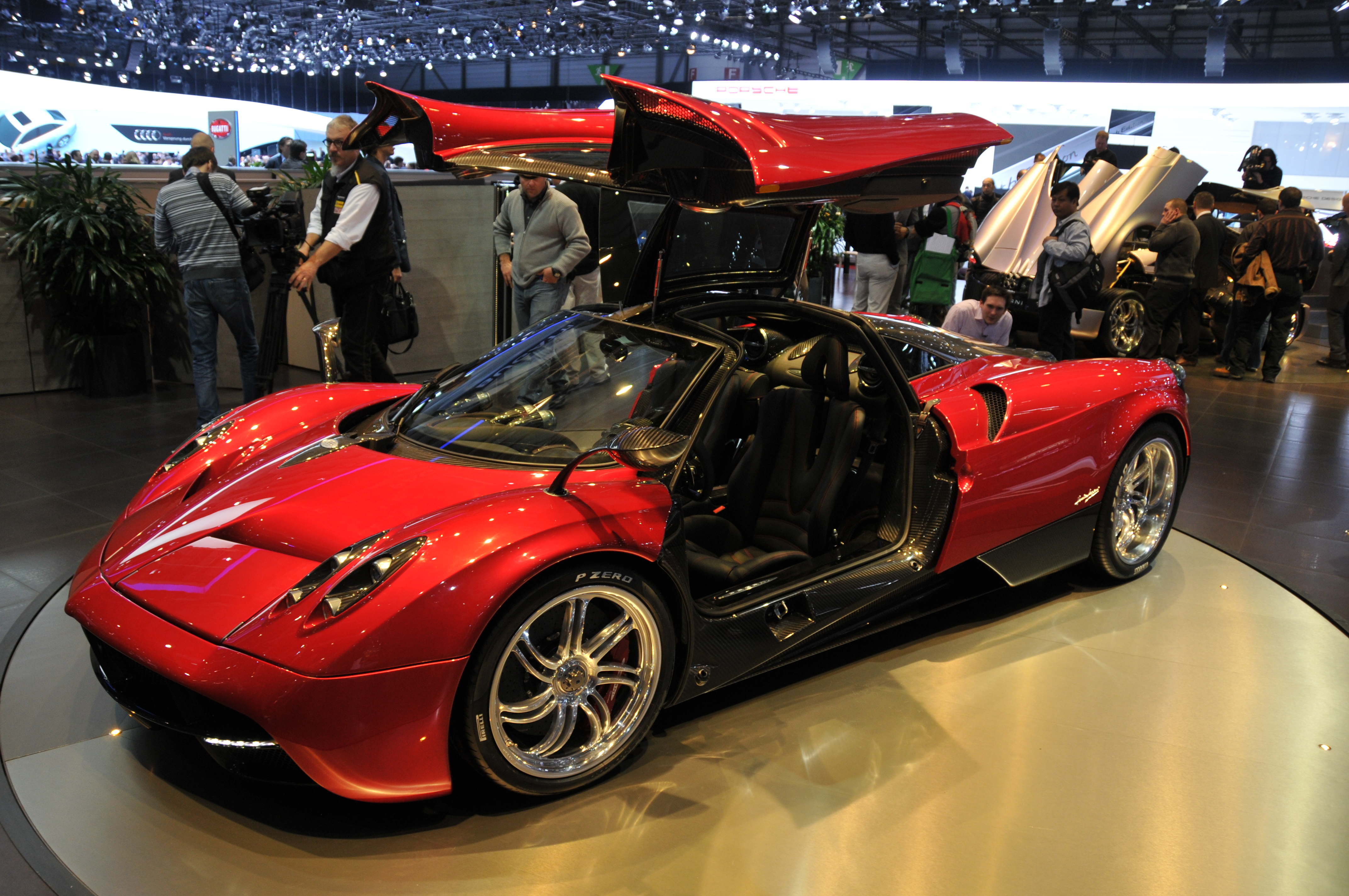
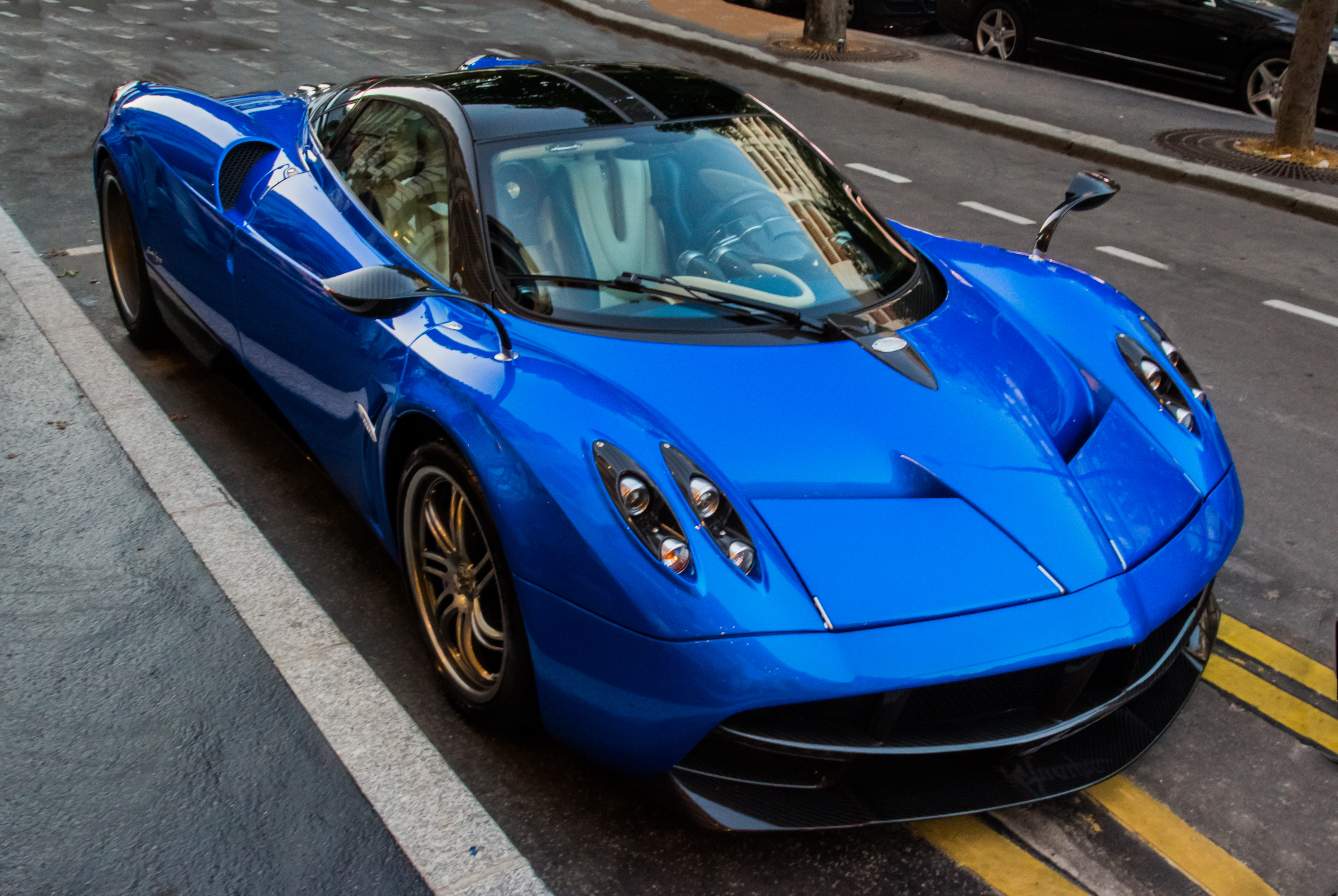
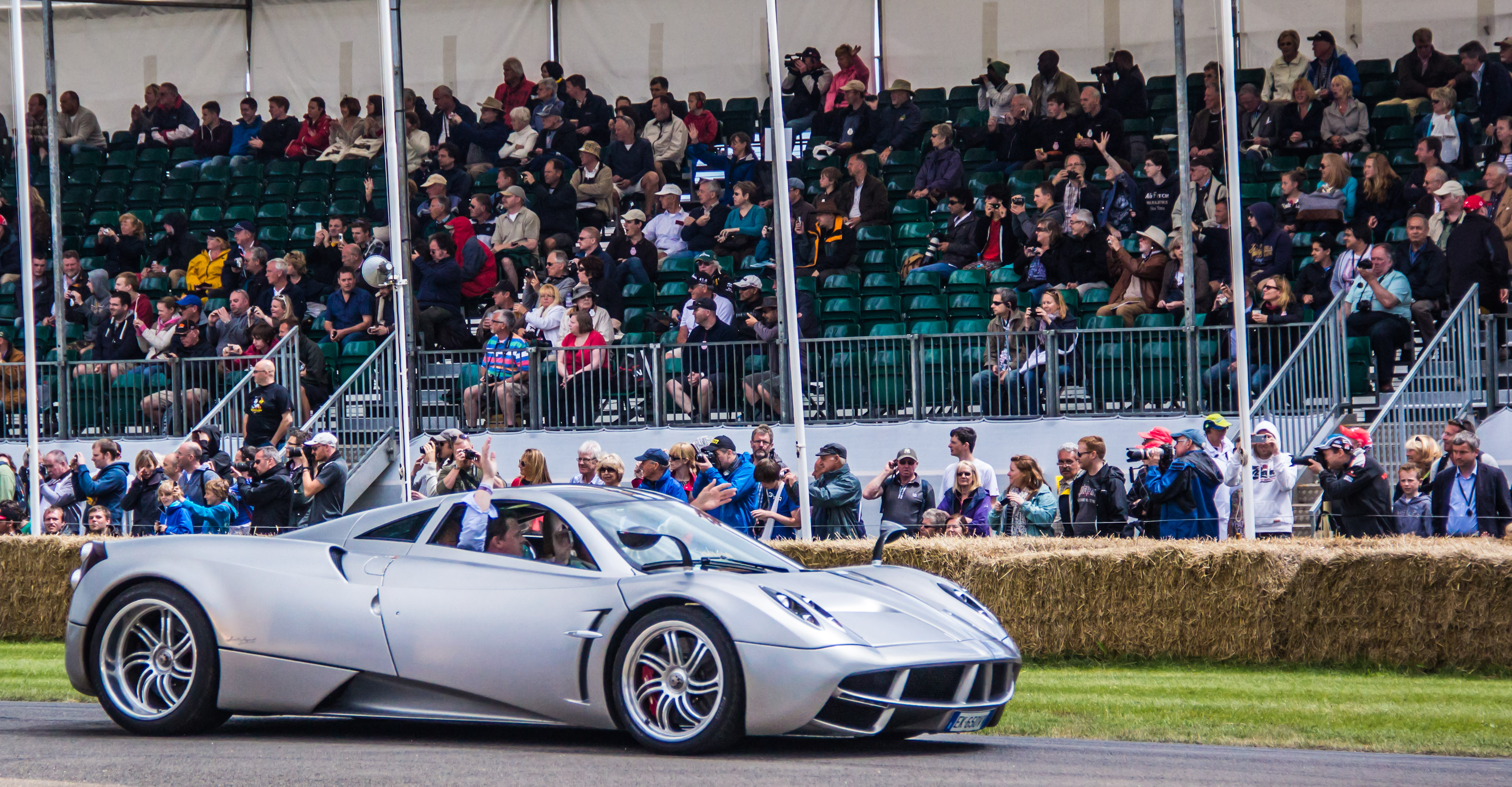
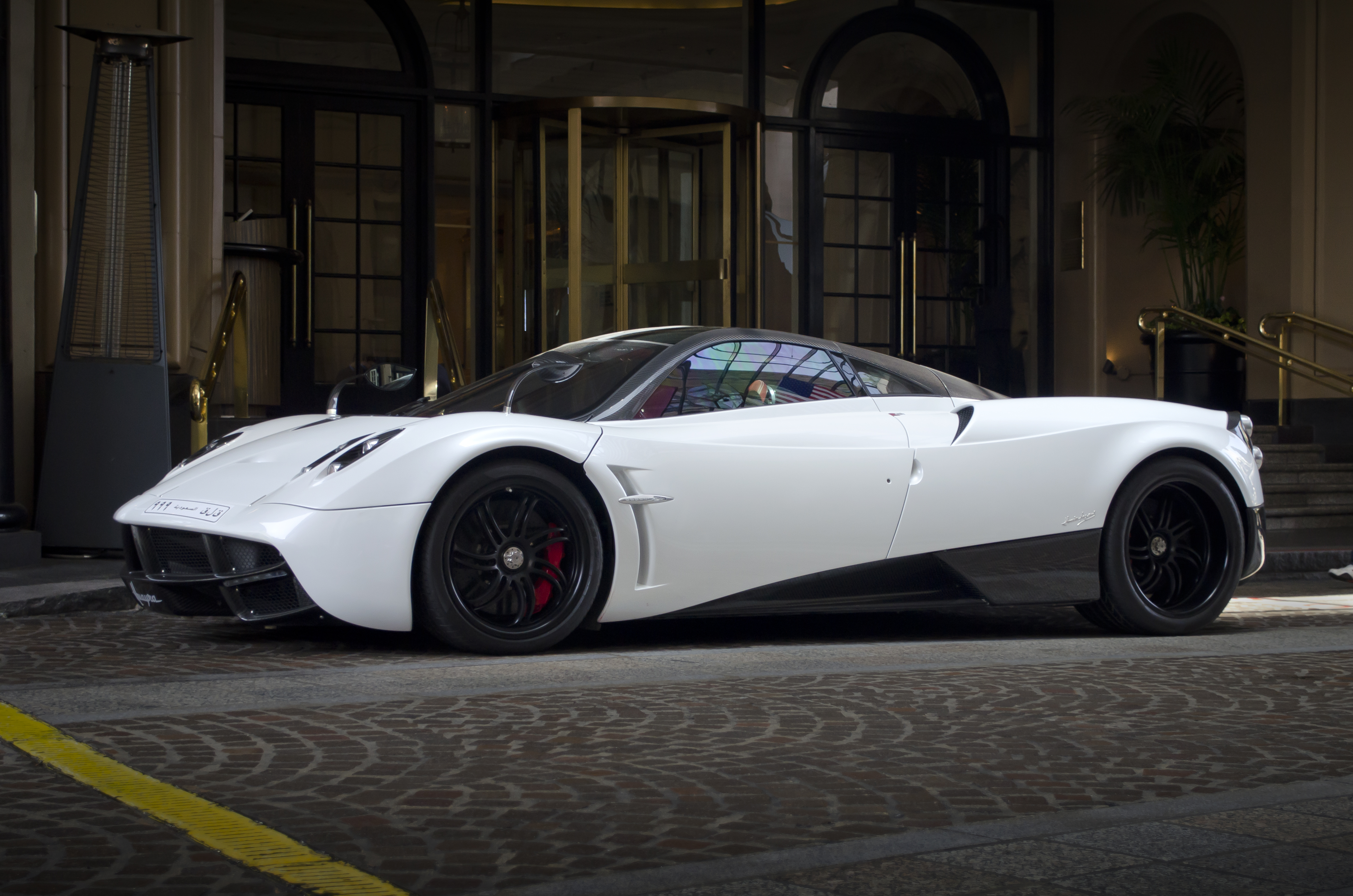
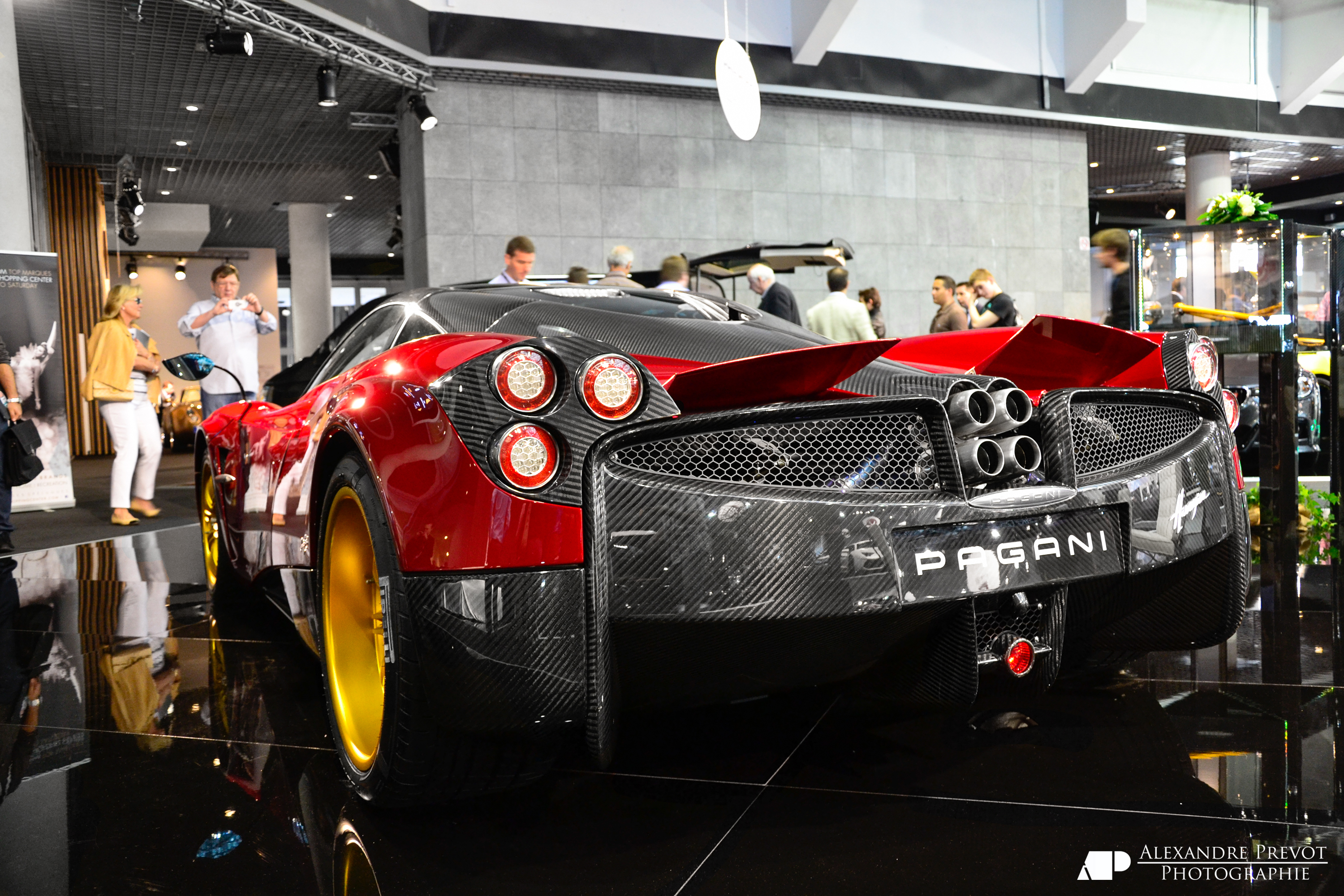
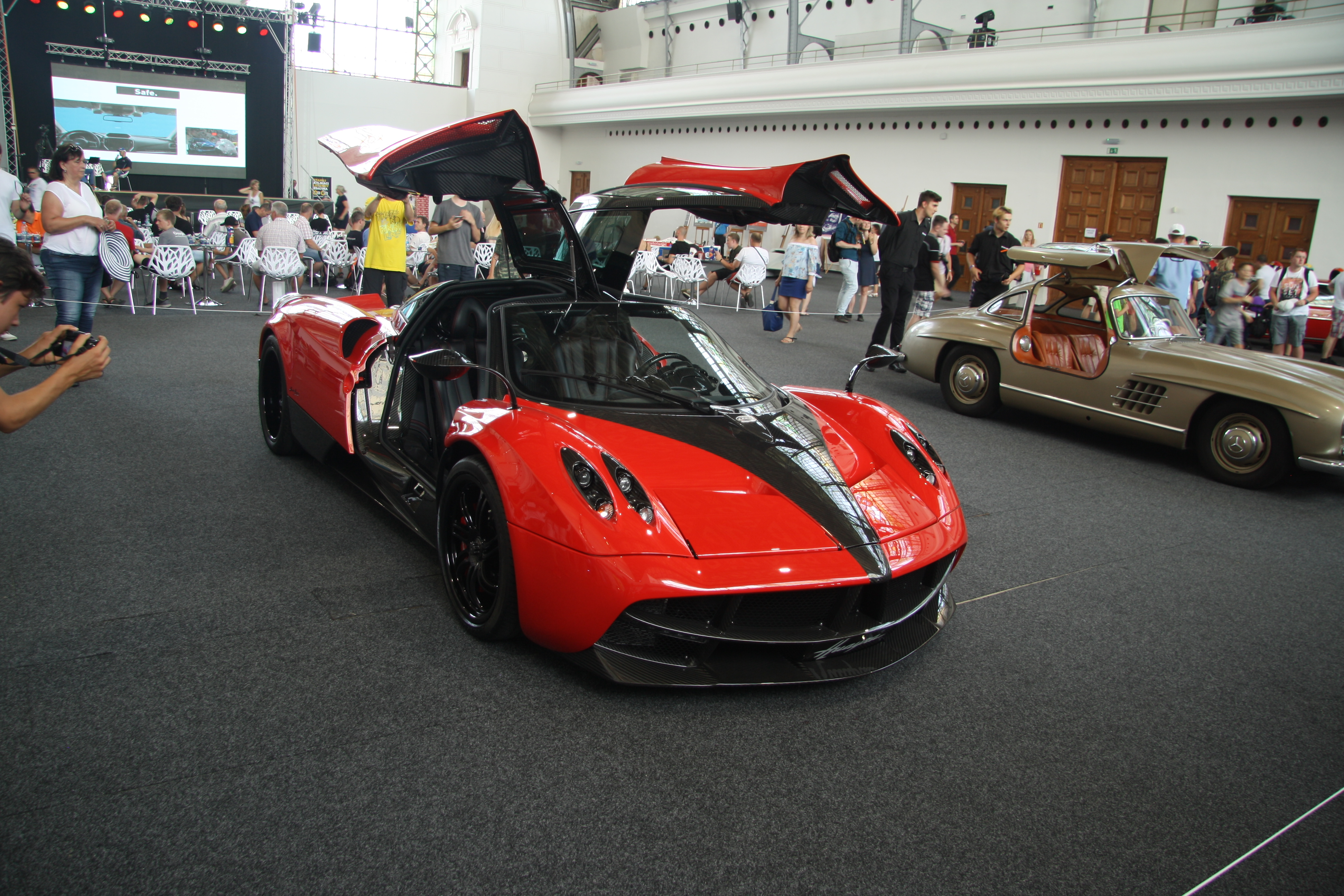
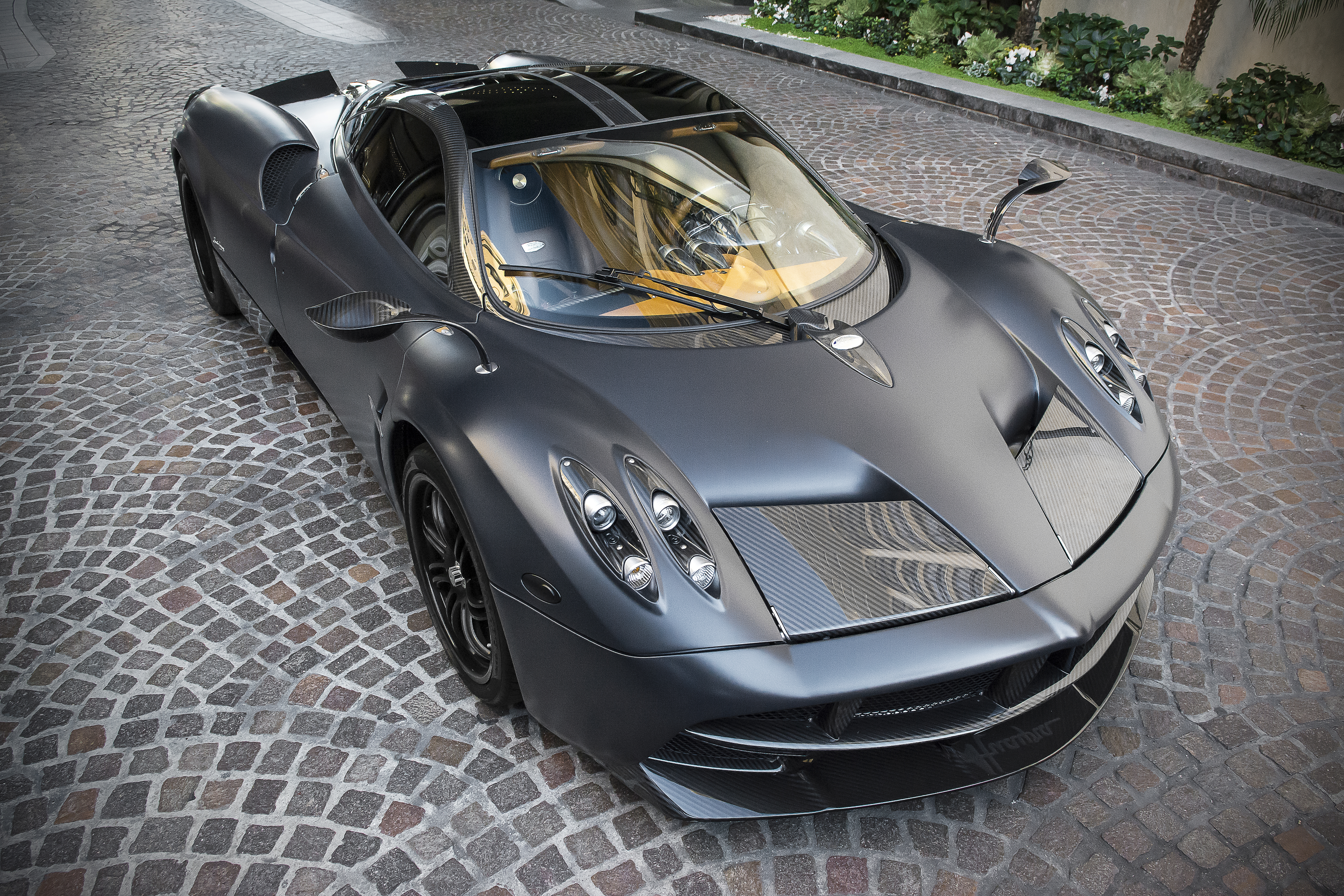

Different specifications of Huayra Roadsters
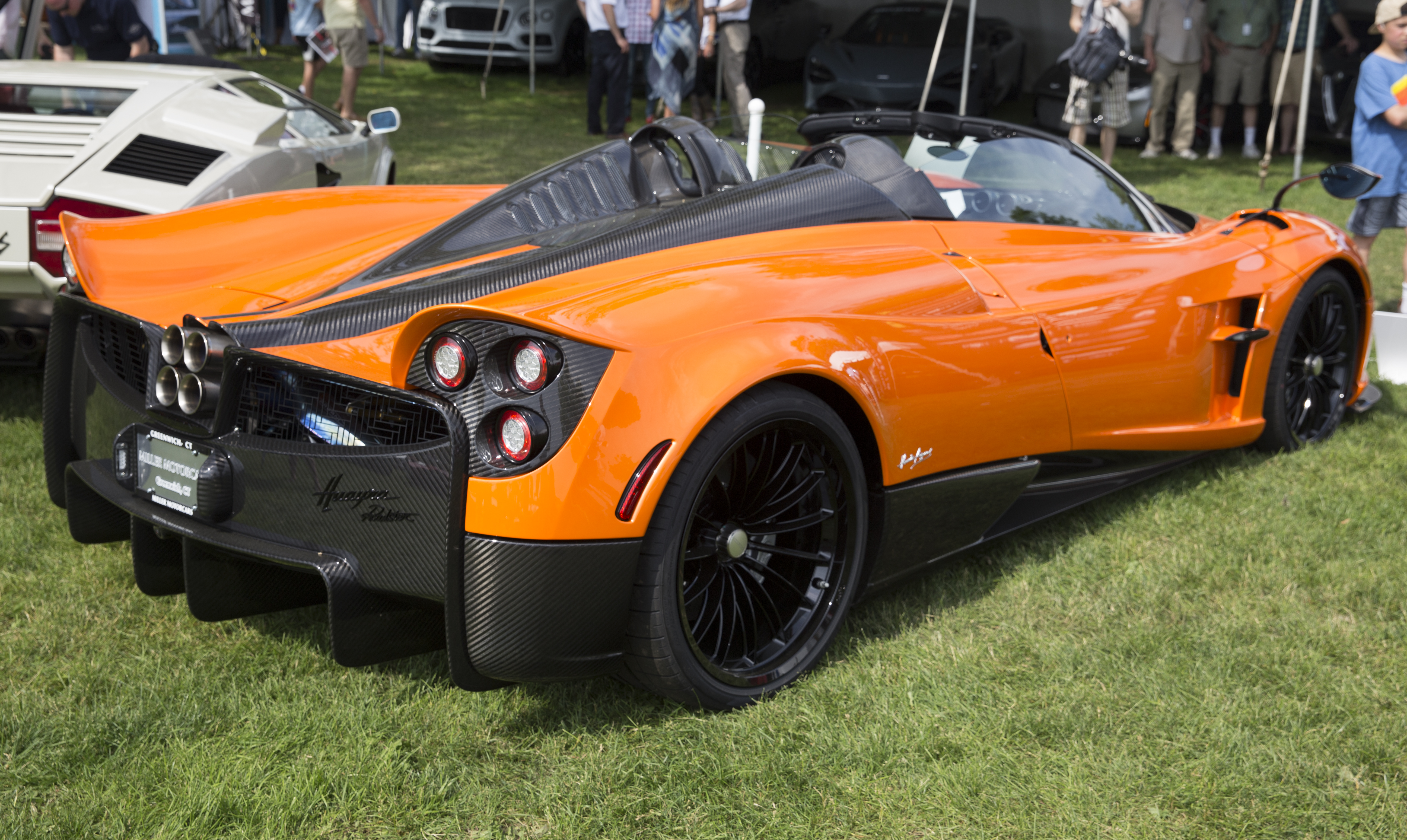
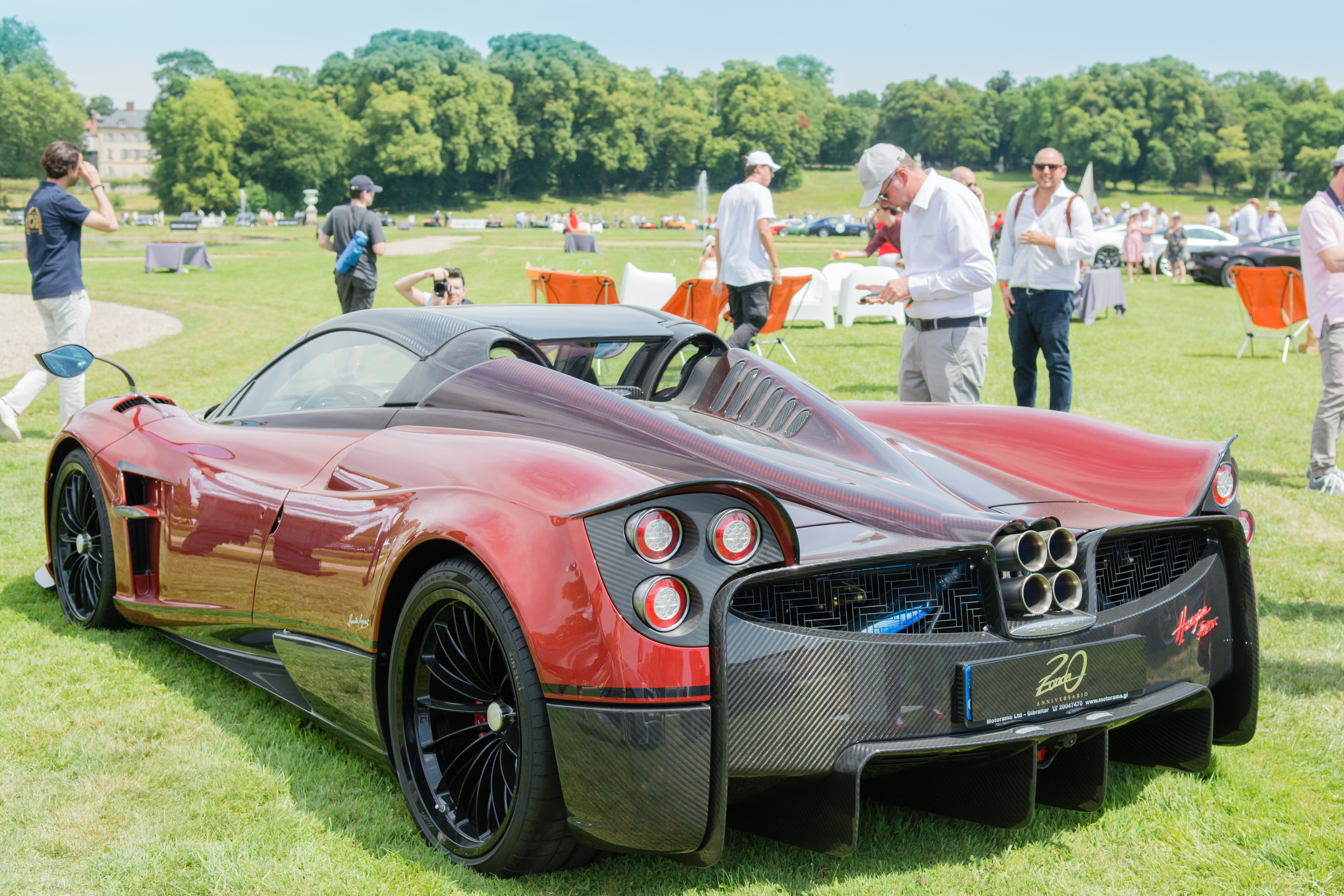
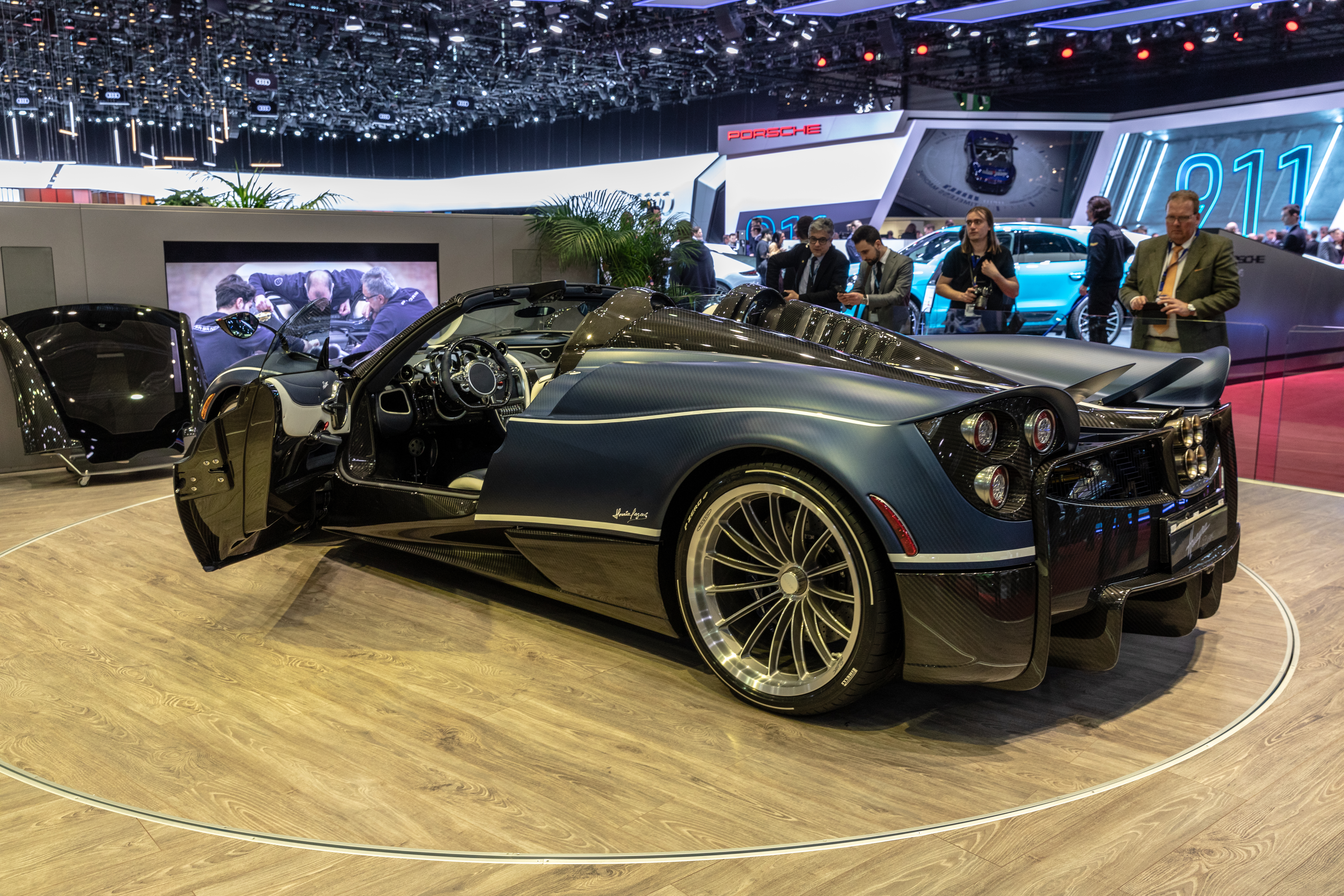
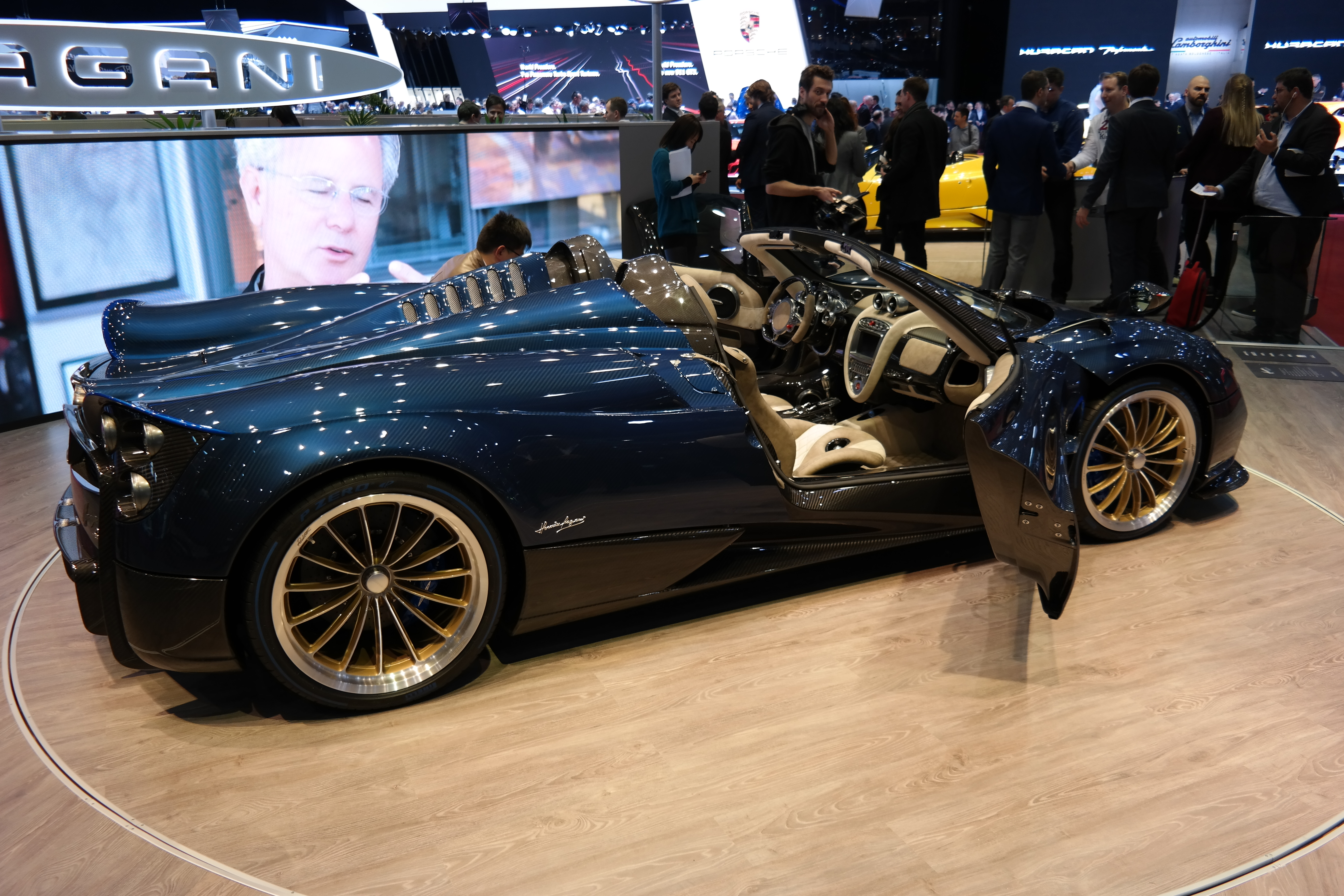
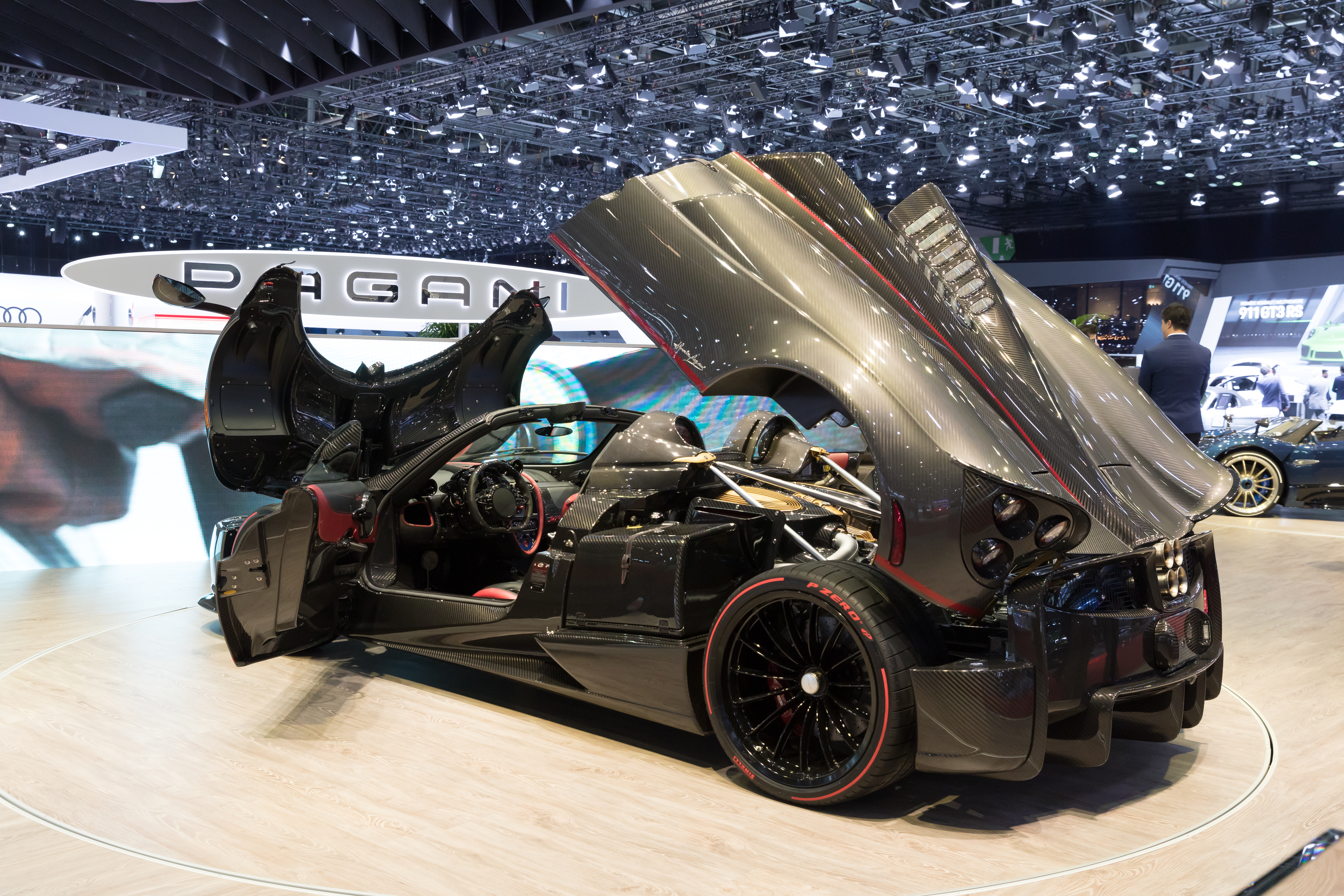
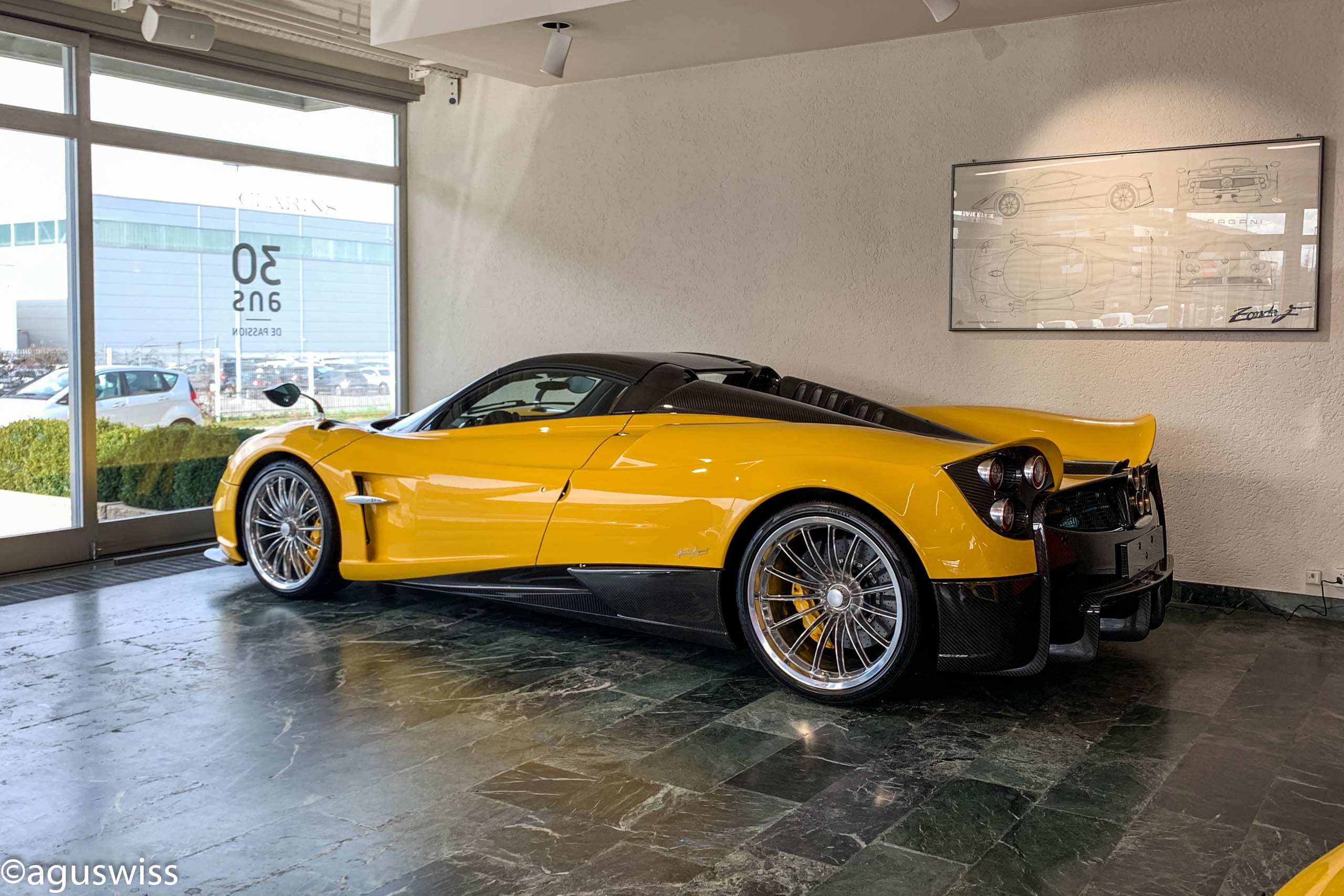
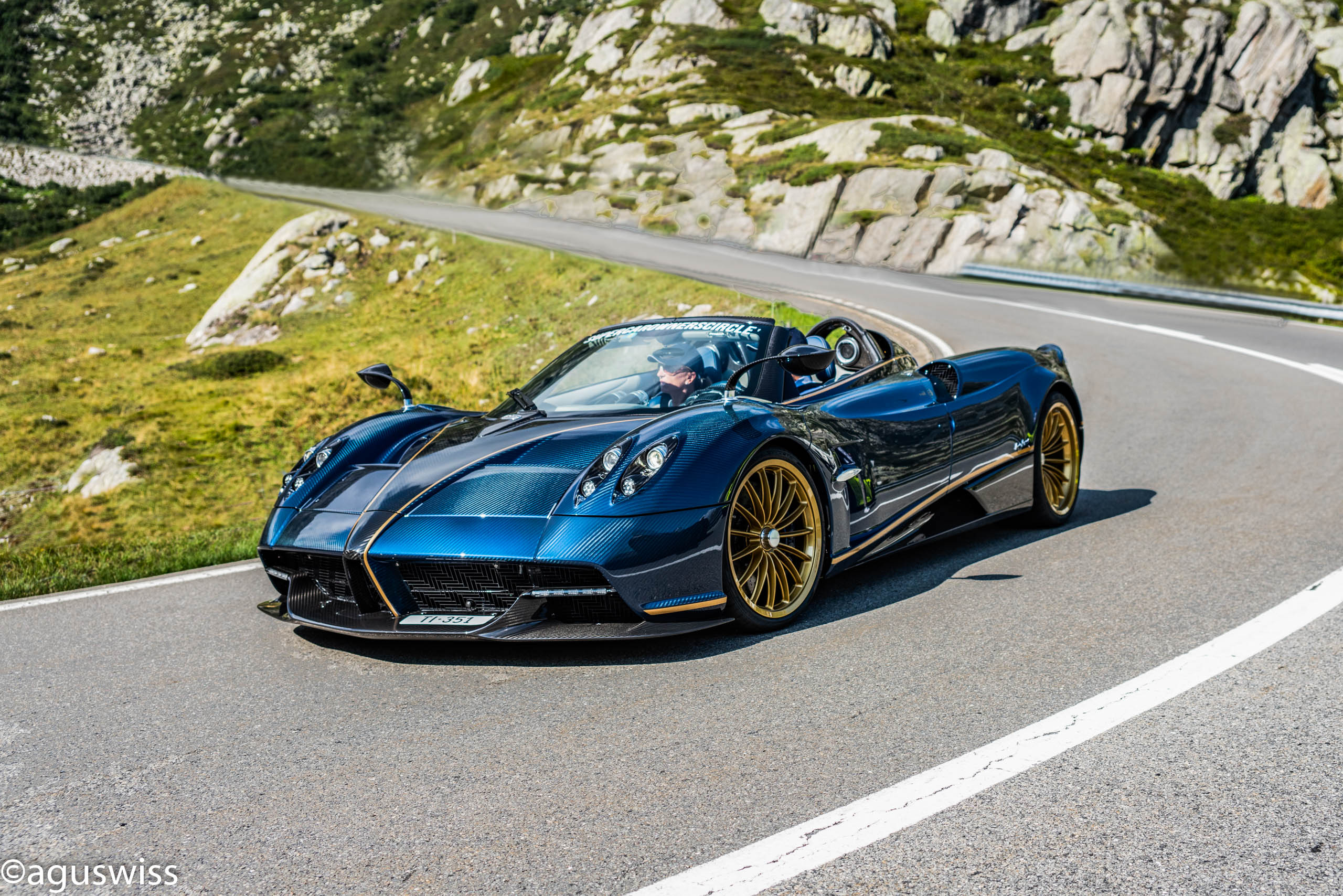

## 같이 보기
- 일렉트로닉 아츠